# 加錫
加錫，是臺灣彰化縣大村鄉的一個傳統地域名稱，位於該鄉西北部。相較於今日行政區，其範圍大致與加錫村相近。

## 歷史
台灣清治末期至日治初期，加錫地區為一街庄，稱為「加錫庄」，隸屬於燕霧下堡。該庄北與陝西庄為鄰，東與大庄為鄰，南邊西西邊中南段為大崙庄，西邊為一小段與下崙庄為界。
1901年（日治明治三十四年）11月，全台廢縣廳改設二十廳，該庄隸屬於彰化廳。1903年（明治三十六年）6月，該庄編入「大埔心區」，隸屬於彰化廳。1909年（明治四十二年）10月，合併二十廳為十二廳，大埔心區改隸屬於臺中廳。1920年（大正九年），該庄改制為「加錫」大字，隸屬於臺中州員林郡大村庄。
戰後大村庄改制為大村鄉，隸屬於臺中縣，大字亦改制為村。1950年10月，中、彰、投分治，大村鄉改隸屬彰化縣。

## 聚落
本地區發展較早的聚落為加錫、崙仔厝，在日治期初期的官方地圖上已有記載。此外，本地區尚有山壩、王厝等聚落。

## 交通
國道1號又稱「中山高速公路」，是貫穿台灣西部的兩條縱向高速公路之一，大致以北北東—南南西走向經過加錫地區西北部邊界外不遠處。北側最近的一般交流道為省道台19線交會處的彰化交流道，南側最近的一般交流道是縣道148號交會處的員林交流道，由此等可快速前往國道1號沿線各地。
縣道146號（大溪路）是溪湖至大村鄉犁頭厝的道路，大致以西南—東北走向轉西南西—東北東走向經過本地區南部邊界地帶。由該道路向西南可前往大崙東南部、埤霞、員林大排第二梧鳳橋及兩岸的省道台76線高架橋／縣道144號路口、梧鳳、三塊厝、四塊厝、頂寮東南端、溪湖市區並止於省道台19線路口，向東北東可前往大村市區、過溝、擺塘、蓮花池、黃厝北部的犁頭厝聚落南側並止於縣道137號路口。
鄉道彰44線（大崙二巷、大崙路）是埔鹽至貢旗的道路，大致以西南西—東北東走向轉西微南東微北走向經過本地區中部偏南地帶，並與鄉道彰53線終點路口、彰55線路口相交於本地區西部邊界。由該道路向西南西經大崙往北北西可前往下崙、南港、廍子、埔鹽、瓦磘的修好聚落南郊並止於縣道135號路口，向東微北可前往大村市區西南郊並止於縣道146號路口。
鄉道彰53線（加錫三巷）是陝西至加錫的道路，其南側端點位於本地區西部邊界的鄉道彰44線路口。由此向北北西沿邊界而行，其後入境經本地區西北部凸部分後至本地區北部邊界，轉西沿邊界行一小段路後再轉北出境，可前往陝西並止於縣道144甲線路口。
鄉道彰55線（加錫二巷、加錫一巷、新興巷）是馬鳴山至員林的道路，大致以北向南由本地區北部邊界入境，沿邊界行一小段路後轉南南東入境再轉南再轉南南西，至八堡第一東圳後轉南南東沿本地區西部邊界（即八堡第一東圳）而行，經鄉道彰44線路口不遠處續沿邊界轉東南，其後轉南南東出境。由該道路向北可前往陝西、秀水、安東、馬鳴山並止於鄉道彰18線路口，向南南東可前往大崙東南部、坡心北部凸出部分的東北部、坡心與南平交界地帶、南平與瓦磘厝交界地帶並止於縣道148號路口。